# Freie Schule Seligenstadt
Die Freie Schule Seligenstadt-Mainhausen (kurz: FSSM) ist eine integrierte Gesamtschule mit Grundschule und Eingangsstufe in privater Trägerschaft mit Sitz in Mainhausen, Ortsteil Zellhausen. Sie wurde 1998 von Eltern gegründet und ist in der Rechtsform eines Vereins organisiert. Als Schule mit besonderer pädagogischer Prägung ist sie staatlich anerkannt.
Die Schule war zunächst eine Grundschule. Sie wurde im Schuljahr 2008/2009 um eine Eingangsstufe erweitert, so dass bereits Kinder mit vollendetem fünftem Lebensjahr aufgenommen werden. Das Angebot einer Nachmittagsbetreuung befindet sich in Vorbereitung.
Das Konzept der Freien Schule geht unter anderem auf Hartmut von Hentig und die Erfahrungen an der Laborschule Bielefeld zurück. Die Schüler haben Englischunterricht ab der ersten Klasse und Französisch ab der fünften Klasse, alle Schülerinnen und Schüler lernen in der Schule ein Musikinstrument (Streich- und/oder Blasinstrument).
Die Schule wird zurzeit von etwa 100 Kindern aus Seligenstadt, Mainhausen, Hainburg, Rodgau, Rödermark, Obertshausen und Babenhausen besucht (Stand 2019). Zehn Pädagogen mit unterschiedlichen beruflichen Hintergründen unterrichten und betreuen die Schüler innerhalb fester Betreuungszeiten.
Die Schule ist eine Ganztagsschule.

## Pädagogische Ausrichtung
Die Freie Schule Seligenstadt wird charakterisiert durch realitätsbezogenes und projektorientiertes Lernen in jahrgangsübergreifenden Gruppen. Dabei werden in jeder Lerngruppe Kinder mit besonderen Lebensbedingungen integriert. Die Klassenfrequenz beträgt zwischen 16 und 25 Kinder (je nach Gruppengröße).
Der Unterricht ist als offener Unterricht angelegt mit Projekten, Fachunterricht, Wochenplanarbeit und freier Stillarbeit.
Wichtiger Bestandteil des schulischen Konzepts ist die Einbindung der Eltern in die Organisation der Schule sowie die Mitwirkung am Unterricht selbst. Dies geschieht durch die Übernahme von Reinigungsdiensten, Fahrdiensten, aber auch durch das Angebot von Projekten (so genannter Elternunterricht). Das erspart die Beschäftigung zusätzlichen Personals und vertieft die Bindung an die Schule.
Beim Schulwettbewerb „Deutscher Schulpreis“ der Robert-Bosch-Stiftung und der Heidehof-Stiftung konnte sich die Freie Schule Seligenstadt 2007 für die Zwischenrunde, 2008, 2009 und 2010 für die Endrunde qualifizieren.

## Gebäude und Lage
Seit dem Schuljahr 2011/12 befindet sich die Freie Schule Seligenstadt im Gebäude der ehemaligen Käthe-Paulus-Schule in Mainhausen, Ortsteil Zellhausen. Der Trägerverein hat das seit 2008 leer stehende Gebäude vom Landkreis Offenbach erworben. Mit dem Umzug wurde die FSS zur Integrierten Gesamtschule, die Schüler bis zur 10. Klasse unterrichtet.
Zuvor war die Schule seit 1999 auf einem Areal im Seligenstädter Ortsteil Klein-Welzheim zu Hause gewesen, das früher als Wohnhaus bzw. Fertigungshalle gedient hatte. In Elternarbeit bauten die Gründerväter die ersten 200 m² des Gebäudes für den Schulbetrieb um, schon 2000 wurde das Obergeschoss hinzugenommen. Büro, Bibliothek und Musiksaal wurden 2001 eingerichtet. 2007/2008 kamen Flächen für die Eingangsstufe und ein Bistro hinzu, das für Veranstaltungen genutzt wurde. Im Jahr 2005 wurde das Außengelände in einen Entdeckergarten umgestaltet.
Ergänzt wird das Schulgelände um einen Schulgarten am Feldrand, auf dem gepflanzt und geerntet werden kann, wo gegrillt und gefeiert wird und Unterricht im Freien an und in der Natur stattfindet.

## Kontakte zu anderen Schulen und Kindergärten
Seit einigen Jahren besteht eine Verbindung mit der Grundschule Buchholz in Boppard über die gemeinsame musikalische Arbeit. Gemeinsam wurden bereits einige Konzerte, sowohl in Boppard als auch in Seligenstadt, gegeben. Alljährlich finden gemeinsame Freizeiten oder gemeinsame Konzerte beider Musikklassen statt.
Auf organisatorischer Ebene gibt es Verbindungen zu Montessori-Schulen in Mühlheim oder in Darmstadt sowie zur Walinusschule in Klein-Welzheim.
Durch die intensive Lese-Arbeit an der Schule entstand ein regelmäßig wiederkehrendes Projekt: Vorlesen in Kindergärten. Dabei gehen die Schüler in unterschiedliche Kindergärten, um dort vorzulesen.

## Musik
Die Schule besitzt eine Bläserklasse und eine Streicherklasse. Es gibt jährlich mehrere öffentliche Auftritte. Alle Schüler haben die Möglichkeit für drei Jahre ein Blas- und/oder Streichinstrument zu erlernen. Dabei arbeitet die Schule intensiv mit den ortsansässigen Musikvereinen zusammen.
2009 wurde nach Zusammenarbeit mit der Grundschule Buchholz-Herschwiesen das Stück Olivers Abenteuer von Markus Stockhausen in der Basilika in Seligenstadt uraufgeführt. Mit diesem Projekt errang die Schule beim 1. Bundeswettbewerb zum Tag der Musik des Deutschen Musikrats den 1. Preis.
Seit Januar 2010 bietet die Schule auch eine Bläserklasse für Erwachsene an.

## Fremdsprachen
Ab der Eingangsstufe lernen die Schüler der Freien Schule Englisch, ab Jahrgang 3 ergänzend Spanisch oder Französisch.

## Medien
Die Schule verfügt über ein internes Computernetzwerk, in dem jeder Schüler über sein eigenes E-Mail-Account verfügt. Daneben betreibt die Schule eine Schulbibliothek.

## Verschiedenes
In regelmäßigen Abständen finden sich auch die Eltern zu Projekten zusammen. So konnte bereits ein Elternchor oder eine Eltern-Bigband bei Schulkonzerten mitwirken. In einem Theaterprojekt lernen die Kinder das freie Sprechen und die Interpretation eines Stücks. Im so genannten Werkstattdiplom legen die Kinder den Nachweis ab, dass sie mit Werkzeug sachgerecht umgehen können. Dazu gehört auch ein Erste-Hilfe-Kurs.